# Satz von Vitali (Funktionentheorie)
Der Satz von Vitali, benannt nach dem italienischen Mathematiker Giuseppe Vitali (1875–1932), ist eine Aussage der Funktionentheorie. Er ist ein hinreichendes Kriterium für die kompakte Konvergenz einer Folge holomorpher Funktionen.

## Aussage
Gegeben seien ein Gebiet {\displaystyle G\subset \mathbb {C} } und eine
Folge von holomorphen Funktionen {\displaystyle f_{n}\colon G\to \mathbb {C} }, welche die beiden folgenden Bedingungen erfüllt:
- Die Folge {\displaystyle \left(f_{n}\right)_{n\in \mathbb {N} }} sei lokal beschränkt, d. h., zu jeder kompakten Teilmenge {\displaystyle K} von {\displaystyle G} existiert eine Zahl {\displaystyle m_{K}>0}, so dass

{\displaystyle |f_{n}(z)|\leq m_{K}} für alle {\displaystyle z\in K} und {\displaystyle n\in \mathbb {N} }
gilt.
- Es gebe eine Teilmenge {\displaystyle A} von {\displaystyle G} mit mindestens einem Häufungspunkt in {\displaystyle G}, so dass der Grenzwert

{\displaystyle \lim \limits _{n\to \infty }f_{n}(z)}
für jedes {\displaystyle z\in A} existiert.
Unter diesen Annahmen gilt die kompakte Konvergenz der Folge {\displaystyle \left(f_{n}\right)_{n\in \mathbb {N} }} in {\displaystyle G}.